# Mackle-Thompson Automobile Company
Mackle-Thompson Automobile Company war ein US-amerikanischer Hersteller von Automobilen.

## Unternehmensgeschichte
Frederick Mackle und Andrew C. Thompson waren Mechaniker. Thompson hatte bereits mit Thompson Erfahrungen im Automobilbau gesammelt. Sie gründeten 1903 das Unternehmen in Elizabeth in New Jersey. Im gleichen begann die Produktion von Automobilen. Der Markenname lautete Mackle-Thompson. Außerdem verkauften sie Fahrzeuge von Oldsmobile und betrieben eine Reparaturwerkstatt. Noch 1903 endete die eigene Fahrzeugproduktion.
Es ist nicht bekannt, wann das Unternehmen aufgelöst wurde.

## Fahrzeuge
Die Fahrzeuge hatten einen Einzylindermotor mit Luftkühlung. Im Model B leistete er 3,5 PS und im Model C 5 PS. Er trieb über ein Zweiganggetriebe und eine Kardanwelle die Hinterachse an. Eine andere Quelle nennt nur den stärkeren Motor sowie ein Dreiganggetriebe. Der Aufbau war ein offener Runabout für zwei Personen. Die Fahrzeuge hatten Rechtslenkung.

## Modellübersicht
| Jahr | Modell  | Zylinder | Leistung (PS) | Aufbau   |
| ---- | ------- | -------- | ------------- | -------- |
| 1903 | Model B | 1        | 3,5           | Runabout |
| 1903 | Model C | 1        | 5             | Runabout |